# Nyctemera biserrata
Nyctemera biserrata är en fjärilsart som beskrevs av Adalbert Seitz 1915. Nyctemera biserrata ingår i släktet Nyctemera och familjen björnspinnare. Inga underarter finns listade i Catalogue of Life.